# Kaona (Lučani)
Pour les articles homonymes, voir Kaona.
Kaona (en serbe cyrillique : Каона) est un village de Serbie situé dans la municipalité de Lučani, district de Moravica. Au recensement de 2011, il comptait 387 habitants.

## Démographie

### Évolution historique de la population
| 1948 | 1953 | 1961 | 1971 | 1981 | 1991 | 2002 | 2011 |
| ---- | ---- | ---- | ---- | ---- | ---- | ---- | ---- |
| 882  | 881  | 890  | 797  | 650  | 519  | 453  | 387  |

|  |